# El Tambo (Cauca)
El Tambo – miasto w Kolumbii, w departamencie Cauca.